# Шаволь
Шаволь (словац. Šávoľ) — село, громада округу Лученець, Банськобистрицький край, центральна Словаччина, регіон Новоград. Кадастрова площа громади — 10,86 км².
Населення 541 особа (станом на 31 грудня 2017 року).

## Історія
Шаволь згадується в 1384 році.

## Населення
| Рік:            | 1994. | 2004.   | 2014.   | 2024.   |
| --------------- | ----- | ------- | ------- | ------- |
| Кількість осіб: | 554   | 582     | 561     | 596     |
| Різниця:        |       | +5,05 % | -3,60 % | +6,23 % |

| Рік:            | 2023. | 2024.   |
| --------------- | ----- | ------- |
| Кількість осіб: | 592   | 596     |
| Різниця:        |       | +0,67 % |